# Gołkowice (województwo opolskie)

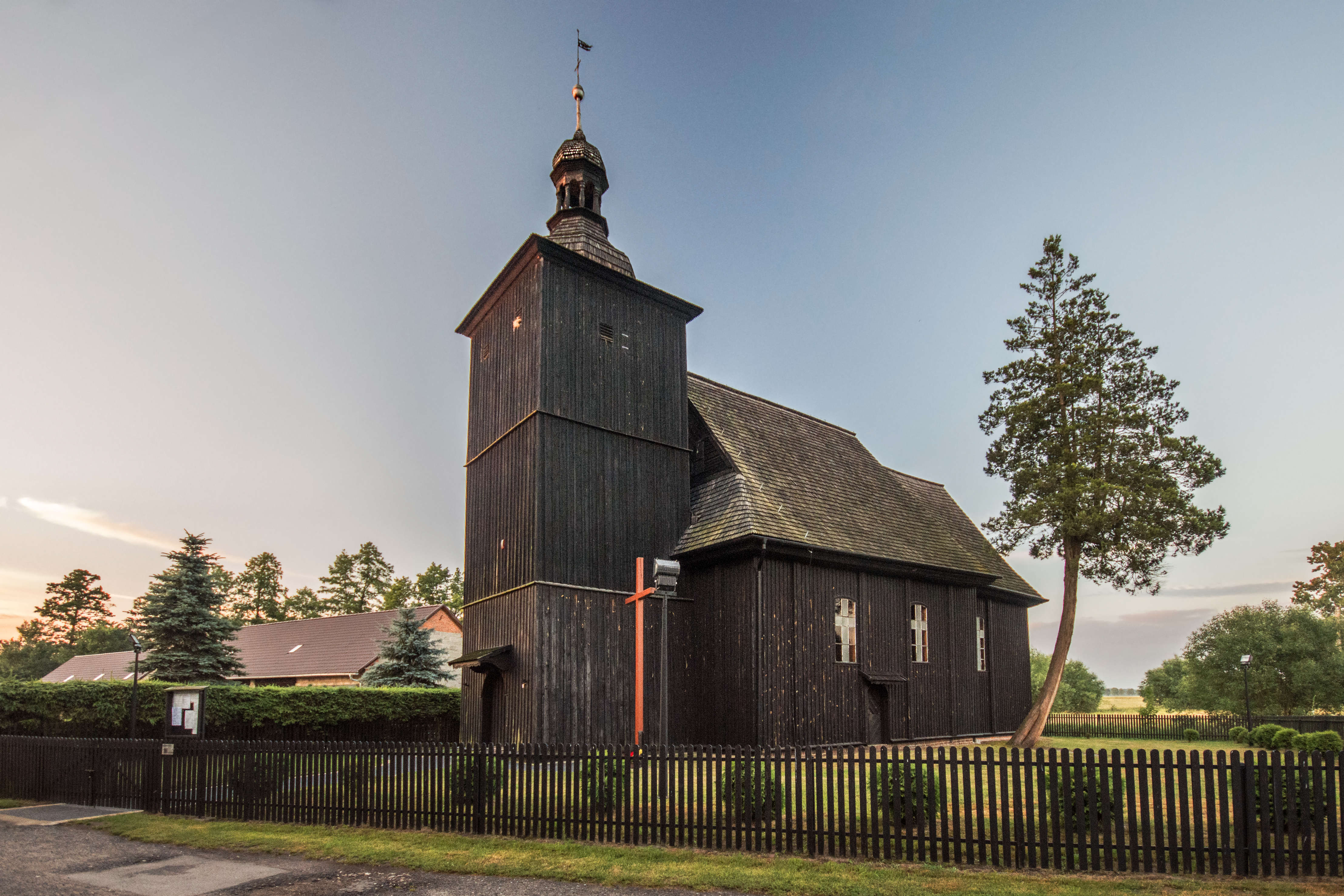
Kościół św. Jana Chrzciciela w Gołkowicach

Herb Gołkowic.

Gołkowice (niem. Golkowitz, 1936–1945 Alteichen) – wieś w Polsce, położona w województwie opolskim, w powiecie kluczborskim, w gminie Byczyna.
W latach 1975–1998 miejscowość administracyjnie należała do ówczesnego województwa opolskiego.
| SIMC    | Nazwa    | Rodzaj    |
| ------- | -------- | --------- |
| 0492240 | Daniszów | część wsi |

Nieoficjalnym przysiółkiem wsi są Piaski (nad samą rzeką Prosną, graniczące z Golą.

## Zabytki
Do wojewódzkiego rejestru zabytków wpisane są:
- kościół ewangelicki, ob. rzymskokatolicki fil. pw. św. Jana Chrzciciela, drewniany z l. 1766-67 - XVIII wieku.
- zespół pałacowy, z XVIII-XIX w.:
  - Pałac w Gołkowicach
  - oficyna (nie istnieje)
  - park
- dom nr 6, z XIX w.